# Рубьо, Жорди
Жорди Рубьо Гомес (кат. Jordi Rubio Gómez; 1 ноября 1987, Андорра-ла-Велья, Андорра) — андоррский футболист, защитник клуба «Санта-Колома» и сборной Андорры.

## Биография

### Клубная карьера
С 2006 года по 2008 год являлся игроком клуба «Андорра» из Андорра-ла-Вельи, которая играла в низших дивизионах Испании. В 2008 году перешёл в команду «Унио Эспортива Санта-Колома», которая выступает в чемпионате Андорры. Становился серебряным призёром чемпионата Андорры и победителем и финалистом Кубка Андорры. В составе команды провёл 12 матчей в отборочных этапах Лиги Европы.

### Карьера в сборной
Выступал за юношескую сборную Андорры до 17 лет и провёл 3 матча в турнирах УЕФА. За сборную до 19 лет сыграл 7 игр. В составе молодёжной сборной до 21 года провёл 2 игры в официальных турнирах УЕФА.
16 августа 2006 года дебютировал в национальной сборной Андорры в товарищеском матче против Беларуси (3:0), Рубьо вышел на 53 минуте вместо Габи Риеры. В отборочном турнире на чемпионат Европы 2008 провёл 3 матча. В квалификации к чемпионату Европы 2012 Жорди сыграл в 6 играх.
Всего за сборную Андорры провёл 30 матчей, выступая на позиции правого защитника.

## Достижения
- Серебряный призёр чемпионата Андорры (1): 2013/14
- Бронзовый призёр чемпионата Андорры (1): 2014/15
- Обладатель Кубка Андорры (1): 2013
- Финалист Кубка Андорры (2): 2010, 2011

## Личная жизнь
Работает в страховой государственной компании. Его родители владельцы магазина, где раньше работал Жорди в качестве кассира.